# Стефан Цвейг (фильм)
Стефан Цвейг (нем. Vor der Morgenröte) — международно-спродюсированный биографически-драматический фильм, снятый Марией Шрадер. Мировая премьера ленты состоялась 9 августа 2016 года на международном кинофестивале в Локарно.
Фильм был одним из восьми в шорт-листе Германии на выдвижение на премию «Оскар» за лучший фильм на иностранном языке, но он не был избран. Однако, позже фильм был выдвинут Австрией на премию «Оскар» за лучший фильм на иностранном языке.

## Сюжет
Фильм рассказывает о периоде из жизни в изгнании еврейско-австрийского писателя Стефана Цвейга.